# Jean-Paul Clozel
Jean-Paul Clozel, né le 3 avril 1955 à Châlons-sur-Marne, est un médecin français habitant en Suisse qui a créé avec son épouse Martine les sociétés Actelion et Idorsia (en).

## Biographie

### Formation
Il fait des études de médecine à Nancy, où il se spécialise en cardiologie avec le professeur Gabriel Faivre. Il fait des stages à l’Institut de cardiologie de Montréal et à l’Institut de recherche cardiovasculaire de San Francisco. Pendant sa période de recherche universitaire, il effectue des travaux sur les propriétés cardio-protectrices de certaines molécules.

### Début de carrière
Jean-Paul Clozel et son épouse Martine travaillent de 1985 à 1997 au département de recherche cardiovasculaire de Roche. Jean-Paul devient vice-président du département cardiologie. Martine est patronne d'une équipe qui découvre en 1990 le bosentan, un produit qui permet de traiter l'hypertension artérielle pulmonaire.

### Actelion
Roche ne montrant pas d'intérêt pour leur produit, le couple crée la société Actelion en 1997 avec Walter Fischli, André J. Müller (alors chez Pierre Fabre) et Thomas Widmann. Thomas Widmann dirige la société pendant les 3 premières années, jusqu'à l'introduction en bourse en l'an 2000, puis Jean-Paul Clozel assure la direction. 
Actelion développe le bosentan, vendu sous le nom de Tracleer, ainsi que 2 autres produits contre l’hypertension artérielle pulmonaire, le Macitentan (Opsumit) et le Sélexipag (Uptravi), ainsi qu'une dizaine d'autres produits. La société suscite la convoitise de divers groupes pharmaceutiques. Mais Jean-Paul Clozel est réticent à vendre, ce qui contribue à faire monter les enchères entre les candidats à l'acquisition, notamment Sanofi et Johnson & Johnson.

### Idorsia
En 2017, Johnson & Johnson achète Actelion pour 30 milliards de dollars. Le couple Clozel leur vend alors sa part qui représente 5 % du capital. Toutefois, la recherche est isolée dans une nouvelle société, Idorsia, dont Johnson & Johnson possède initialement 16 % et grimpe à 32 % fin 2017,. Jean-Paul Clozel est CEO de Idorsia depuis sa création, et Martine directrice scientifique. Lors de l'introduction en bourse du 21 juin 2017, le couple possède 15 % de Idorsia, mais sa participation passe au bout de quelques semaines à 25 % et grimpe à 29 % en 2021,. 
Lors de la création de Idorsia, Jean-Paul Clozel embauche 700 chercheurs de Actelion.
Idorsia fait une percée en 2022 avec le Daridorexant (Quviviq), un produit contre l'insomnie.  
Idorsia a engrangé des recettes de 97 millions de francs en 2022, après 35 millions en 2021. La perte nette s'est toutefois creusée à 828 millions, après 635 millions un an plus tôt, détaille l'entreprise bâloise; 
face a une situation extrêmement difficile le laboratoire Idorsia a décidé de sabrer ses coûts afin de rediriger ses moyens vers les médicaments clés. Jusqu'à 500 postes, soit plus d'un tiers de l'effectif de la société bâloise, vont faire les frais de cette restructuration.

## Fortune
Le magazine Challenges estime la fortune du couple à 1,1 milliard d'euros en 2021, ce qui en fait la 97e fortune professionnelle française. Selon Forbes, sa fortune serait de 1 milliard de dollars début 2022, ce qui le classe 2578e milliardaire mondial. 
Le magazine Challenges estime la fortune du couple à 410 millions d'euros, ce qui en fait la 316e fortune professionnelle française pour l'année 2023[réf. nécessaire]. 
À ce jour la fortune professionnelle du couple pour l'année 2024 est évaluée à 95 millions d'euros[réf. nécessaire].

## Distinctions
- Prix de la recherche, Hoffmann-La Roche, 1997[11]
- Prix de l'entrepreneur de l'année de Ernst & Young, 2008[11]
- Membre du top 100 des patrons mondiaux établi par Harvard en 2016[12].

## Vie privée
Le père de Jean-Paul était commerçant à Vitry-le-François.
Jean-Paul et Martine font connaissance en 1re année d'études de médecine à Nancy,.
Ils ont un fils, Thomas Clozel, docteur en médecine, cofondateur de Owkin, une licorne qui se spécialise dans l'utilisation de l'intelligence artificielle pour découvrir de nouveaux produits pharmaceutiques.